# Agavi
 (juillet 2011).
Si vous disposez d'ouvrages ou d'articles de référence ou si vous connaissez des sites web de qualité traitant du thème abordé ici, merci de compléter l'article en donnant les références utiles à sa vérifiabilité et en les liant à la section « Notes et références ».
Agavi est framework pour PHP qui suit le motif de conception Modèle-Vue-Contrôleur. Il supporte des fonctionnalités fortes telles que les web-services, l'internationalisation, tout en plaçant un intérêt majeur à la modularité et la réutilisabilité du code.
Leitmotiv : flexibilité, clarté et structuration/organisation

## Histoire
Débute en 2005 inspiré du projet Mojavi dont la version 3 ne convainc plus les initiateurs du projet Agavi.

## Fonctionnalités
Agavi facilite l'utilisation de Bases de données avec différentes couche d'abstraction (dont PDO). Il encourage également fortement l'utilisation de l'architecture Modèle-Vue-Contrôleur.
Principalement écrit en PHP5, il est fortement commenté et constamment en évolution.
- Compatible PHP5 seulement.
- Pleinement Orienté Objet (POO) et MVC
- Souple, modulaire et extensible à 100 %
- Hautes Performances
- Support XML (fichiers de configurations, etc.)

### Solutions Alternatives
- (en) Mojavi, le parent
- (en) CodeIgniter, Enflammez votre code